# Manie
Manie [pronunciación en polaco: /ˈmaɲɛ/] es una aldea en el distrito administrativo de Gmina Międzyrzec Podlaski, dentro del condado de Biała Podlaska, voivodato de Lublin, en el este de Polonia. Se encuentra a unos 8 kilómetros al norte de Międzyrzec Podlaski, 23 kilómetros al oeste de Biała Podlaska, y 91 kilómetros al norte de la capital regional Lublin.